# Pretterhof (Gemeinde Anger)
Pretterhof ist ein Ortsteil von Naintsch in der Marktgemeinde Anger im Bezirk Weiz des österreichischen Bundeslandes Steiermark. Pretterhof besteht aus mehreren Bauernhöfen und liegt auf etwa 1000 m Seehöhe, ca. 1 km Luftlinie nördlich des Eibisberges.

## Geschichte
Der Pretterhof wurde als „Hube im Dörfl“ 1440 urkundlich erwähnt. Hanns Prötterhofer war ab 1540 der Besitzer, und nach seiner Familie wurde der Hof benannt.
Koordinaten: 47° 19′ N, 15° 37′ O